# Jack and Bobby
Jack and Bobby é uma série de televisão criada pelo escritor Brad Meltzer para o canal The WB, narrando a história de dois irmãos, em que um está destinado a ser o presidente dos EUA. O próprio título homenageava o presidente norte-americano JFK e seu irmão Robert.
A série alternava cenas do "passado" dos dois irmãos com flashes e entrevistas com a equipe do presidente, sem revelar inicialmente qual dos rapazes seria o futuro governante.
Os baixos índices de audiência não foram suficientes para garantir uma segunda temporada.
A série estreou em Portugal no canal FOX:NEXT em Junho de 2008.

## Elenco

### Principais
- Professora Grace McCallister (Christine Lahti)
- Jack McCallister (Matt Long)
- Robert McCallister (Logan Lerman)
- Courtney Benedict (Jessica Paré)
- Marcus Ride (Edwin Hodge)
- Peter Benedict (John Slattery)

### Recorrente
- Tom Wexler Graham (Bradley Cooper)
- Missy Belknap (Keri Lynn Pratt)
- Jimmy McCallister (Tom Cavanagh) - irmão adulto gay de Grace McCallister e tio dos garotos
- Warren Feide (Dean Collins) - melhor amigo de Bobby
- Cheerleader (J*Smith)